# Caçadores dos Alpes
Caçadores dos Alpes (em italiano Cacciatori delle Alpi) foi a brigada de voluntários, sob as ordens de Giuseppe Garibaldi que combateu uma bem sucedida campanha de libertação da Lombardia setentrional, no curso da Segunda Guerra de Independência Italiana.
Sua criação, por Giuseppe Garibaldi, ocorreu em Cuneo, em 20 de fevereiro de 1859. Teve um papel relevante, ao lutar ao lado do exército regular do Reino da Sardenha e da França contra o Império Austríaco.
Entre outras ações, venceram as forças austríacas nas batalhas de Como e Varese.
Voltaram a enfrentar os austríacos na Terceira Guerra de Independência Italiana em 1866, ocasião em que a Prússia alinhou-se com o Reino de Itália contra o Império Austríaco.
Nesta ocasião 40.000 voluntários dos Caçadores dos Alpes alcançaram a única vitória italiana no conflito, na batalha de Bezzecca, em 21 de julho de 1866, próximo à cidade de Trento.

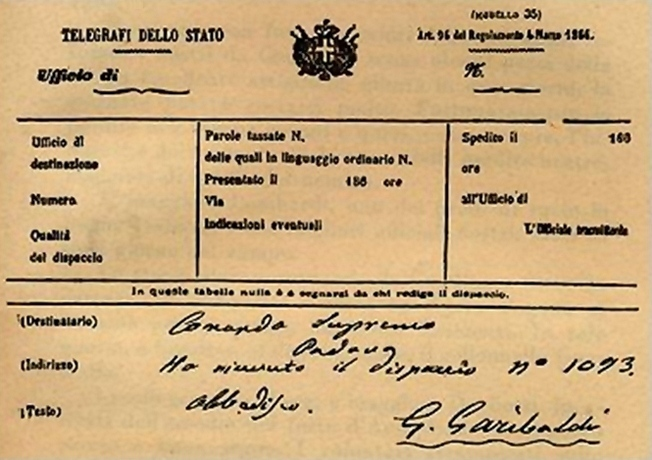
O telegrama de Garibaldi: "Obedeço"

A missão era similar àquela conduzida entre os lagos lombardos em 1848 e 1859: agir em uma zona de operações secundária, os pré-Alpes entre Bréscia e o Trentino, a oeste do Lago de Garda, com o importante objetivo estratégico de cortar a via entre o Tirol e a fortaleza austríaca de Verona. Isto teria deixado aos austríacos a única via do Tarvisio para as próprias forças e entre Mântua e Údine. A ação estratégica principal era, em vez disso, dada aos grandes exércitos da planície, confiados a La Marmora e a Cialdini.
Garibaldi operou inicialmente em cobertura de Bréscia, para depois passar decisivamente à ofensiva a Ponte Caffaro em 25 de junho, em 3 de julho em Monte Suello obrigou os austríacos à retirada. Com a vitória na batalha de Bezzecca e Cimego em 21 de julho, abriu-se a estrada a Riva del Garda e assim era iminente a ocupação da cidade de Trento. Porém a assinatura do armistício de Cormons fez Garibaldi parar. Nessa ocasião, recebeu a notícia do armistício e a ordem de abandonar o território já ocupado. Respondeu telegraficamente "Obbedisco" ("Obedeço"), palavra que sucessivamente tornou motto do Risorgimento italiano e símbolo da disciplina e dedicação de Garibaldi.